# Мировой рынок ядерного топлива
Мировой рынок ядерного топлива — сообщество производителей, трейдеров (посредников) и потребителей ядерного топлива (ЯТ), сектор мирового рынка. Годовой оборот составляет более $35 млрд. Является субъектом правового регулирования.
Мировой рынок ядерного топлива (МРЯТ) имеет два измерения: региональное и по типам реакторов. Самыми большими региональными сегментами рынка ЯТ являются Северная Америка (США, Канада, Мексика) и Западная Европа (Бельгия, Финляндия, Франция, Германия, Нидерланды, Испания, Швеция, Швейцария, Великобритания). На этих рынках эксплуатируется 126 и 128 реакторов соответственно.
В перспективе крупнейшим региональным сегментом может стать Азиатский регион (Индия, Китай, Япония, Пакистан, Южная Корея, Тайвань), где уже сегодня эксплуатируется 116 реакторов, число которых к 2030 году может удвоиться, принимая во внимание амбициозные планы по развитию атомной энергетики в Китае, Индии и Корее. Только в 2010 году в Азиатском регионе были введены в эксплуатацию 4 атомных энергоблока (2 в Китае и по одному в Индии и Южной Корее).
В странах СНГ и Восточной Европы (Армения, Болгария, Венгрия, Россия, Румыния, Словакия, Словения, Украина, Чехия) насчитывается 66 действующих реакторов.
МРЯТ имеет устойчивую тенденцию к развитию. На конец 2012 года в мире шло строительство 60 ядерных реакторов, в разной степени планирования находится сооружение еще 163.
На 2012 год в группу глобальных поставщиков ЯТ входят компании AREVA (Франция-Германия), 31%; Toshiba-Westinghouse Electric Company (Япония-США), 26%; Japan Nuclear Fuel Limited (Япония), 17%; и ТК «ТВЭЛ» (Россия), 17%.
На МРЯТ котируются как товары (ядерное топливо и его компоненты, машиностроительные изделия ядерного и неядерного циклов), так и услуги — обогащение урана, утилизация ядерных отходов. Оружейные делящиеся материалы на МРЯТ отсутствуют.
Волатильность мирового рынка ЯТ невысока, риски минимальны, предсказуемость высока. Спекулятивных сделок фактически нет. Однако, вследствие специфики объектов оборота (делящиеся радиоактивные материалы, ядерные отходы), МРЯТ подлежит строгому правовому регулированию и контролю, как национальному, так и международному, поэтому начинающему инвестору любого уровня на нем практически нет места.
Состояние МРЯТ регулярно освещается журналом «Экономика и новости мирового атомного рынка».